# Mountains (2023)
Mountains ist ein Filmdrama von Monica Sorelle. Die Premiere des in der haitianischen Community Miamis spielenden Films erfolgte im Juni 2023 beim Tribeca Film Festival. Der US-Kinostart war Mitte August 2024.

## Handlung

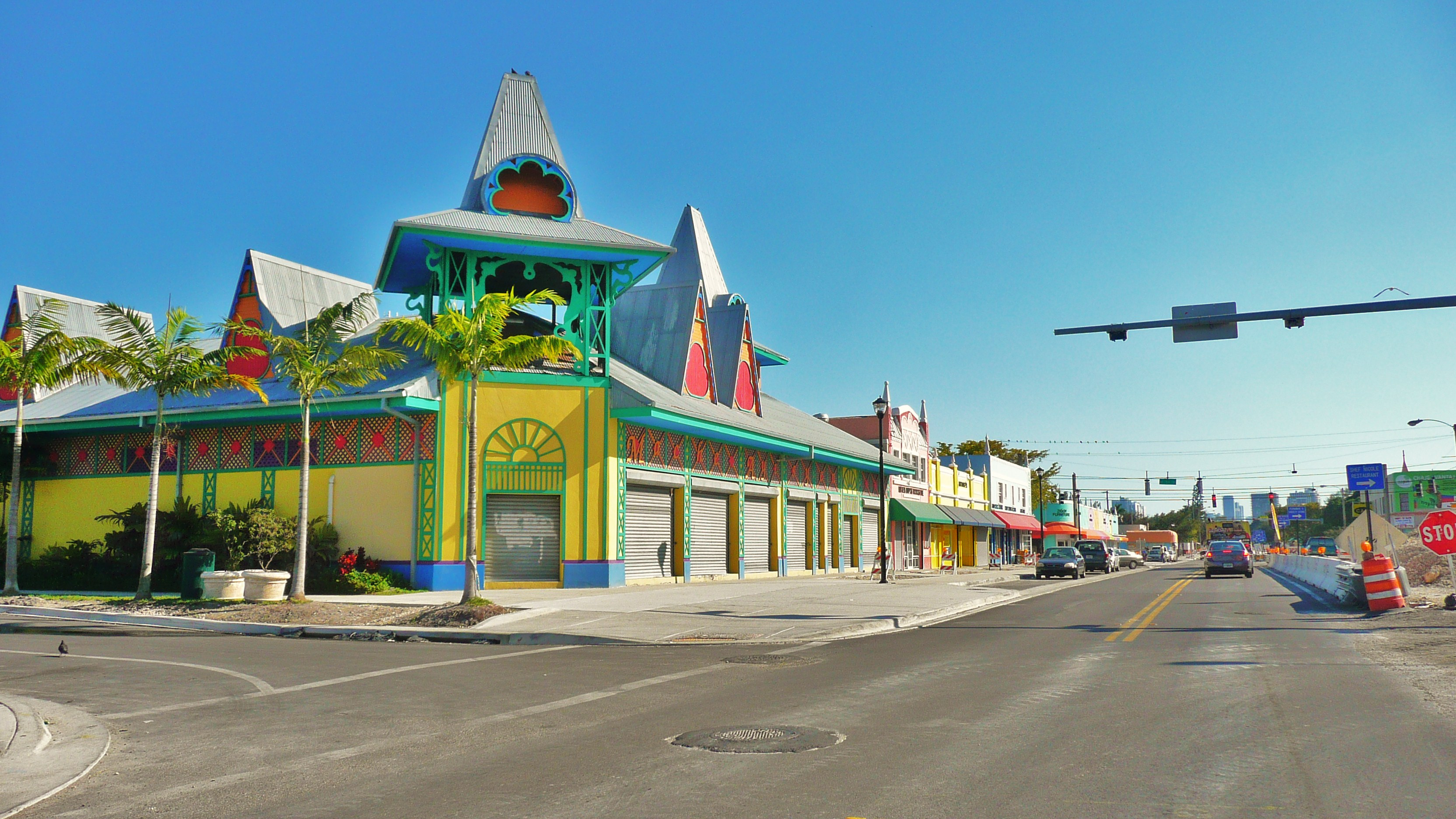
Die haitianischen Gemeinde in Miami lebt in „Little Haiti“, das zu einem der sozialen Problemviertel der Stadt gehört

Xavier arbeitet für ein Abrissunternehmen und träumt davon, ein neues, größeres Haus für seine Frau Esperance zu kaufen, die als Näherin arbeitet. Die beiden sind haitianische Einwanderer und leben in Verbundenheit mit ihren Nachbarn in Miami. Ihr erwachsener Sohn Xavier Jr. ist ein Studienabbrecher und musste wieder zuhause einziehen. Während seine Eltern Kreolisch sprechen, spricht Junior überwiegend Englisch.

## Produktion

### Regie und Drehbuch
Regie führte Monica Sorelle. Die haitianisch-US-amerikanische Filmemacherin und Künstlerin wurde in Miami geboren und untersucht in ihrer Arbeit die Themen Entfremdung und Unterdrückung. Ihre Foto- und Videoarbeiten wurden in Gruppenausstellungen bei Oolite Arts und an der University of Maryland gezeigt und vom Caribbean Cultural Institute Artist Fellowship des Pérez Art Museum Miami unterstützt. Sie ist Mitglied von Third Horizon, einem kreativen Kollektiv, das sich der Entwicklung, Produktion, Ausstellung und Verbreitung von Arbeiten verschrieben hat, die Geschichten über die Karibik, die Diaspora und andere marginalisierte und unterrepräsentierte Bereiche im globalen Süden zum Thema haben. Sie war auch für das Casting für den Film Moonlight mitverantwortlich, der wie Mountains in Miami spielt. Sorelle schrieb das Drehbuch gemeinsam mit Robert Colom. Er stammt aus West Miami und hat einen kubanischen Hintergrund. Auch er ist Mitglied bei Third Horizon, und gemeinsam waren sie Teilnehmer der Gotham Week. Die Arbeit am Drehbuch haben sie bereits 2019 aufgenommen.

### Besetzung
Atibon Nazaire, der Xavier spielt, war zuvor in Filmen wie Stones in the Sun, Kaleb und Gabriel und in einzelnen Folgen von Fernsehserien wie New Amsterdam oder FBI zu sehen. Für Sheila Anozier, die in der Rolle seiner Frau Esperance zu sehen ist, handelt es sich um ihr Filmdebüt als Schauspielerin. Chris Renois spielt ihren Sohn Xavier Junior.

### Veröffentlichung
Die Premiere von Mountains fand am 9. Juni 2023 beim Tribeca Film Festival statt. Im September 2023 wurde er beim Toronto International Film Festival vorgestellt. Ende Januar, Anfang Februar 2024 wurde der Film beim Göteborg Film Festival gezeigt. Im März 2024 wurde der Film beim Glasgow Film Festival vorgestellt und im April 2024 beim Milwaukee Film Festival, beim Miami Film Festival und beim Lichter Filmfest. Anfang Mai 2024 wurde Mountains beim Atlanta Film Festival und beim Seattle International Film Festival gezeigt. Am 16. August 2024 kam der Film in ausgewählte US-Kinos.

## Rezeption

### Kritiken
Von den bei Rotten Tomatoes aufgeführten Kritiken sind 97 Prozent positiv bei einer durchschnittlichen Bewertung mit 8,3 von 10 möglichen Punkten.

### Auszeichnungen
Florida Film Critics Circle Awards 2024
- Auszeichnung mit dem Golden Orange Award for a Remarkable Contribution to Cinema[13]

Independent Spirit Awards 2024
- Nominierung für die Beste Nachwuchsleistung (Atibon Nazaire)
- Auszeichnung mit dem „Someone to Watch Award“ (Monica Sorelle)

Miami Film Festival 2024
- Auszeichnung mit dem Made in MIA Award[14]

New Orleans Film Festival 2023
- Nominierung im Spielfilmwettbewerb[15]

Seattle International Film Festival 2024
- Nominierung im New American Cinema Competition (Monica Sorelle)[16]

Tribeca Film Festival 2023
- Nominierung im U.S. Narrative Competition
- Special Jury Mention im U.S. Narrative Competition (Monica Sorelle)[1][17]